# エルル (アッカド)
エルルまたはイルルは、シュメール王名表によれば、アッカド帝国のシャル・カリ・シャッリの死後の3年間、イギギ、イミ、ナヌムと王位を争った4人の王族の一人である。この混沌とした時代は、ドゥドゥが帝国を統一することで収束した。 
このエルルはエルルメシュに記載があるグチアンの王エルルメシュと同一人物であることが示唆されている。ただし、この短い統治期間はアッカド領土へのグチアンの最初の侵入時期と一致すると考えられているため、現存する証拠は事実上存在しない。